# Heather Little-White
Heather Little-White OD (8 de Maio de 1952 - 22 de Janeiro de 2013) foi uma nutricionista, jornalista e ativista pelos direitos das pessoas com deficiência. Depois de se formar nas áreas de nutrição e comunicação, trabalhou com a empresa de comunicação jamaicana Grace Kitchens e começou o programa de TV Creative Cooking, com o objetivo de divulgar informações sobre nutrição. Enquanto jornalista, escreveu peças sobre nutrição, assim como uma coluna semanal sobre sexualidade para o jornal The Gleaner. Trabalhou também como consultora de nutrição para a seleção Jamaicana de futebol. Tornou-se ativista pelos direitos das pessoas com deficiência depois de ter ficado paralisada em 1999. Foi condecorada pelo seu trabalho com a Ordem de Distinção.

## Biografia
Heather Edecca Little-White nasceu no dia 8 de Maio de 1952 em Somerton, Saint James, Jamaica, filha de Rubertha Little-White e Leonard White. Heather foi criada com o irmão, Lennie, em Somerton. Completou a sua escolaridade primária na Montego Bay School for Girls, e o ensino secundário na St. Hilda’s High School in Brown's Town. Entre 1970 e 1972, estudou Gestão Institucional no College of Arts Science and Technology.
Entre 1972 e 1978, trabalhou como assistente de nutrição num hospital pediátrico e em duas escolas secundárias, e como jornalista para o periódico The Gleaner. Em 1978, mudou-se para os Estados Unidos, onde completou a licenciatura em ciências da nutrição e um mestrado em comunicação na Universidade do Wisconsin–Stout. Regressou à Jamaica em 1981, tendo iniciado atividade no departamento de marketing da Grace Kennedy and Company Limited. Em 1984, trabalhou como promotora de nutrição para Grace Kennedy, onde começou a desenvolver iniciativas educativas sobre o tema da nutrição de mulheres e crianças. Desse esforço, resultou a criação do programa televisivo Creative Cooking, dedicado à nutrição, que se manteve no ar durante várias décadas e ficou reconhecido no país ao ensinar as audiências a preparar refeições económicas e nutritivas.
Em 1988, regressa aos Estados Unidos para fazer um doutoramento na Universidade Cornell em Ithaca, Nova Iorque, onde estudou a relação entre género e educação para a nutrição. Em 1992 volta para a Jamaica, onde trabalhou num programa nacional para a alimentação escolar, para a Urban Development Corporation, e em vários programas das Nações Unidas enquanto consultora. Em 1997, começa a dar aulas na University of Technology, em Kingston, e no ano seguinte inicia atividade como consultora de nutrição para os Reggae Boyz, a seleção Jamaicana de futebol, em preparação para o Campeonato Mundial em França.
Em 1999, Heather foi atingida por um tiro durante um assalto em Saint Andrew. Foi tratada no Jackson Memorial Hospital, em Miami, depois de descobrir que a bala que a atingiu ficou alojada na coluna vertebral, evento que a deixou paralisada da cintura para baixo. Depois deste evento, regressou para a Jamaica e tornou-se ativista pelos direitos das pessoas com deficiência.
O seu trabalho de educação para a nutrição foi reconhecido oficialmente em 2001, quando foi condecorada pelo governo Jamaicano com a Ordem de Distinção, uma comenda nacional do sistema honorífico da Jamaica. Focou-se em programas de educação, visibilidade e promoção da acessibilidade e assistência pessoal para Jamaicanos com deficiência. Abriu também uma consultora sobre nutrição e escreveu uma coluna semanal para a revista Outlook, um segmento do jornal The Gleaner, no qual discutia vários tópicos relacionados com sexualidade. No âmbito do seu trabalho com a University of Technology, fundou um programa para ensinar tarefas domésticas a trabalhadores do sexo que quisessem sair da indústria.
Heather Little-White morreu a 22 de Janeiro de 2013 no Hospital Público de Kingston, após doença prolongada. O Sindicato Jamaicano de Trabalhadores Domésticos atribui um prémio anual com o seu nome, que visa reconhecer contribuições públicas feitas por trabalhadores domésticos.